# Andreï Yakovlevitch Echpaï
Œuvres principales
- 2 concertos pour piano
- 4 concertos pour violon
- 9 symphonies
...
Andreï Yakovlevitch Echpaï (russe : Андре́й Я́ковлевич Эшпа́й), né le 15 mai 1925 à Kozmodemiansk (République des Maris, Russie) et mort le 8 novembre 2015 à Moscou (Russie), est un compositeur, pianiste et pédagogue russe.

## Biographie
Issu de l'ethnie des Maris, fils du compositeur et pédagogue Yakov Echpaï (en) (1890-1963) auprès duquel il prend des leçons de musique, Andreï Echpaï étudie le piano à l'Académie russe de musique Gnessine de Moscou entre 1934 et 1941.
De 1948 à 1953, au Conservatoire Tchaïkovski de Moscou, il poursuit ses études de piano auprès de Vladimir Sofronitsky et apprend la composition avec Nikolaï Rakov (en), Nikolaï Miaskovski et Evgueni Goloubev. Diplômé du Conservatoire en 1953, il y poursuit son apprentissage jusqu'en 1956 avec Aram Khatchatourian. Il devient enseignant au même Conservatoire de 1965 à 1970.
Sa musique (tonale) est influencée par Béla Bartók, Sergueï Prokofiev, Nikolaï Miaskovski et Aram Khatchatourian, ainsi que par le jazz et le folklore Mari. On lui doit notamment des pièces pour piano, de la musique de chambre, des concertos (dont deux pour piano et quatre pour violon), neuf symphonies, deux ballets et des œuvres vocales.
Il est par ailleurs compositeur des musiques de quarante-deux films russes ou soviétiques sortis entre 1957 et 2010, dont plusieurs réalisations de son fils Andreï Andreïevitch Echpaï, comme Humiliés et offensés (adaptation du roman éponyme de Fiodor Dostoïevski, 1991, avec Nastassja Kinski et Nikita Mikhalkov).

## Compositions (sélection)

### Pièces pour piano
- 1947 : 6 préludes
- 1948 : Pièces faciles sur des thèmes folkloriques des peuples du district de la Volga ; Suite
- 1950 : Sonatine no 1 en ré mineur ; 4 pièces ; Sonate no 1 en ré mineur
- 1951 : Étude en mi mineur ; Chant folklorique Mari Le Rossignol
- 1952 : 3 pièces pour enfants ; Lullaby et danse (2 pianos)
- 1953 : Chant folklorique Mari La Forêt
- 1955 : 2 foxtrots
- 1956 : Variations sur un thème de Glinka
- 1961 : 4 chants d'enfants ; Valse simple
- 1962 : Épitaphe
- 1966 : Pièce lyrique Alexandria
- 1968 : Play ; Rondo-étude
- 1969 : Étude en la mineur ; 3 mélodies de jazz ; 3 préludes ; 15 mélodies Mari
- 1970 : Album d'enfants (recueil de pièces commencé en 1948) ; Pulsation et rythme ; 8 chansons françaises
- 1971 : Sonatine no 2 en sol majeur
- 1971 : 29 airs populaires et chants Mari (recueil de pièces commencé en 1948)
- 1973 : Chants folkloriques Mari
- 1975 : 2 mélodies tristes ; Carnet hongrois, chants et airs hongrois
- 1976 : DSCH, offrande musicale à Dmitri Chostakovitch
- 1979 : Mélodie détestée ; 2 chants espagnols
- 1980 : 2 préludes ; Chansons russes (2 pianos)
- 1981 : 2 pièces ; 3 mélodies Mari ; Danse sur une mélodie Mari
- 1987 : 4 pièces difficiles

### Autres pièces pour instrument solo
- 1950 : Passacaille pour orgue À la mémoire de Nikolaï Miaskovski
- 1973 : Prélude pour orgue
- 1985 : Trois pièces pour flûte (œuvre commencée en 1976)
- 2001 : Divertimento pour cor d'harmonie

### Musique de chambre
- 1946 : Suite pour clarinette et piano
- 1947 : 3 mélodies Mari pour clarinette et piano
- 1949 : Prélude, adagio et fugue pour flûte et clarinette
- 1950 : Mélodie et danse pour violon et piano
- 1966 : Sonate pour violon et piano no 1
- 1970 : Sonate pour violon et piano no 2
- 1984 : Andante et allegro pour quintette de cuivres
- 1985 : Mélodie Mari pour 2 violoncelles
- 1990 : Sonate pour violoncelle et piano (également transcrite pour violon et piano)
- 1991 : Accord – Désaccord, pour quatuor à cordes
- 1994 : Pièces pour clarinette et piano Ombres du soir
- 1995 : Quatuor à cordes ; Ronde-étude pour quatre saxophones
- 1996 : Sextuor pour clarinette, guitare et quatuor à cordes
- 1998 : Méditation pour flûte et piano

### Musique pour orchestre

#### Concertos
- 1954 : Concerto pour piano no 1 en fa dièse mineur
- 1956 : Concerto pour violon no 1 en sol mineur
- 1967 : Concerto grosso pour piano, trompette, vibraphone et contrebasse
- 1972 : Concerto pour piano no 2
- 1977 : Concerto pour violon no 2
- 1982 : Concerto pour hautbois
- 1986 : Concerto pour saxophone soprano
- 1987 : Concerto pour alto
- 1989 : Concerto pour violoncelle
- 1992 : Concerto pour violon no 3 Concerto Bartok ; Concerto pour flûte
- 1994 : Concerto pour violon no 4 ; Concerto pour clarinette et orchestre à cordes (avec harpe et percussions)
- 1995 : Concerto pour trompette et trombone ; Concerto pour contrebasse, basson et orchestre à cordes ; Concerto pour cor d'harmonie et orchestre à cordes (avec accompagnement de 4 autres cors d'harmonie) en fa majeur
- 2001 : Concerto pour tuba, orchestre à cordes et cuivres ; Concerto Opus Singularis pour basson et orchestre à cordes

#### Symphonies
- 1959 : Symphonie no 1 en mi bémol mineur
- 1962 : Symphonie no 2 en la majeur Louange à la lumière
- 1964 : Symphonie no 3 À la mémoire de mon père
- 1981 : Symphonie no 4 Symphonie-Ballet (avec ensemble de jazz)
- 1985 : Symphonie no 5
- 1988 : Symphonie no 6 Liturgique (avec baryton ou basse et chœur mixte)
- 1991 : Symphonie no 7
- 1999 : Symphonie no 9 Quatre poèmes (avec narrateurs et chœur mixte)
- 2001 : Symphonie no 8 (bien qu'achevée après la symphonie no 9)

#### Autres œuvres pour orchestre
- 1951 : Danses symphoniques sur des thèmes Mari
- 1952 : Rhapsodie avec violon solo sur des airs hongrois
- 1966 : Variations sur un thème de la symphonie no 16 de Nikolaï Miaskovski (+ version piano)
- 1970 : Ouverture de fête Les Cloches du Kremlin
- 1975 : Ballet Angara
- 1980 : Ballet Un cercle
- 1982 : Poème symphonique Simon Bolivar
- 1983 : Chants des prés et montagnes Mari, pour flûte, 4 cors d'harmonie, harpe, celesta, percussions et orchestre à cordes
- 1996 : Ouverture-fantaisie La Traversée des Alpes par Sivorov
- 1997 : Jeux
- 2000 : Pièces pour orchestre à cordes

### Œuvres vocales
- 1948 : 3 chants folkloriques Mari pour voix et piano
- 1968 : Lénine est avec nous, cantate pour chœur mixte et orchestre
- 1969 : Personne n'est plus heureux que moi, opérette
- 1973 : L'amour est interdit, comédie musicale
- 1988 : 4 romances pour voix et piano